# 史赛克
史赛克（英語：Stryker Corporation，：SYK）是一家美国医疗器械公司。

## 历史
1941年创建于密歇根州卡拉马祖，最初叫The Orthopaedic Frame Company，主要生产骨科类医疗器械。1964年创始人退休后改为现名。1979年在纳斯达克交易所挂牌上市。1997年在纽约证券交易所挂牌上市。2003年首次进入财富美国500强名单。
骨科耗材领域主要竞争对手是强生公司、捷迈邦美、美敦力和施乐辉。